# Brewood
Brewood är en ort i Storbritannien.   Den ligger i grevskapet Staffordshire och riksdelen England, i den södra delen av landet, 190 km nordväst om huvudstaden London. Brewood ligger 113 meter över havet och antalet invånare är 2 532.

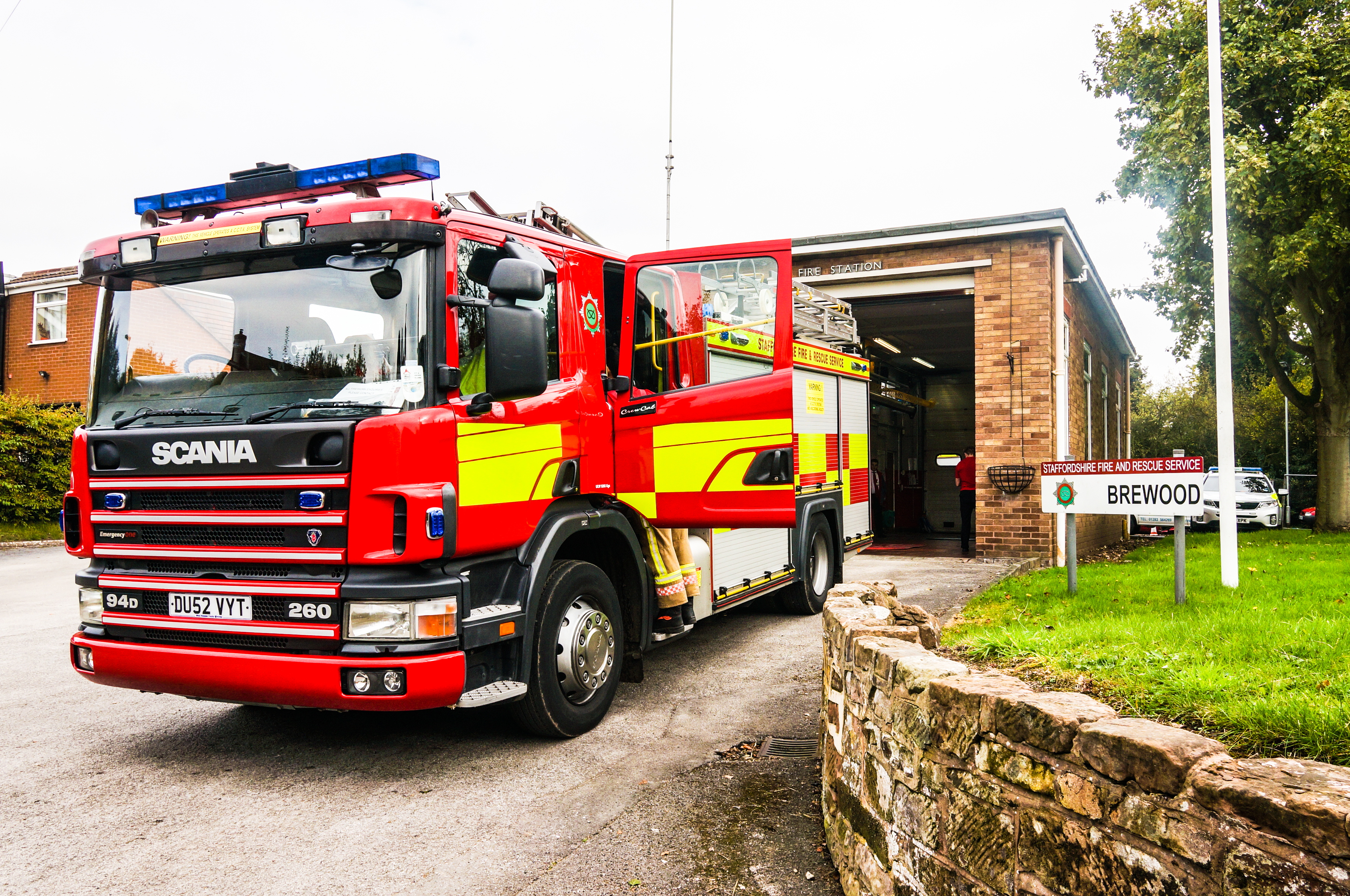

Terrängen runt Brewood är platt. Runt Brewood är det tätbefolkat, med 613 invånare per kvadratkilometer. Närmaste större samhälle är Wolverhampton, 10,7 km söder om Brewood. Trakten runt Brewood består till största delen av jordbruksmark.